# Brzeziny (powiat wieruszowski)
Brzeziny – wieś w Polsce, położona w województwie łódzkim, w powiecie wieruszowskim, w gminie Galewice. 
| SIMC    | Nazwa    | Rodzaj      |
| ------- | -------- | ----------- |
| 0197698 | Brzeziny | osada leśna |

Miejscowość wchodzi w skład sołectwa Spóle.
W 2004 roku w Brzezinach mieszkały 44 osoby.
W latach 1975–1998 miejscowość należała administracyjnie do województwa kaliskiego.